# Меморіал Борцям Революції (Луганськ)
Меморіал Борцям Революції — одна з найвизначніших пам'яток історії та культури міста Луганська, розташована на однойменній площі та вулиці Карла Маркса.

## Опис
Пам'ятник має вигляд 40-метрової вигнутої колонади 4 метри заввишки, що складається з трьох частин. Композицію пам'ятника становлять 24 колони з чорного лабрадориту та білі мармурові плити, на яких викарбувані імена луганців, що загинули в боротьбі за радянську владу.
Центральну частину монументу заввишки 7 метрів увінчує барельєф, що відображує фрагмент боротьби луганських робітників з кіннотою А. Шкуро. В центрі фронтону знаходиться макет ордена Червоного Прапора, яким було нагороджено Луганськ у 1924 році.
Композиція пам'ятника довершується з обох боків двометровими скульптурами відомих революційних діячів: з правого краю замикає монументальну композицію скульптура Олександра Пархоменка, з лівого — скульптура Петра Цупова. Обидві скульптури створено московськими архітекторами М. Шильніковим і М. Рабиновичем.

## Історія

Пам'ятник у риштуванні

Монумент після 1959 року

Радянська листівка

Листівка 1973 року

Ідея створення монументу виникла в Товариства старих більшовиків у 1925 році. У січні 1930 року на честь 10-річчя визволення Донбасу від білогвардійців міським виконавчим комітетом Луганська було прийняте рішення щодо будівництва трьох пам'ятників, у тому числі й «пам'ятника борцям, що загинули під час захисту Луганська від армії Денікіна». Проте через брак коштів задум не було реалізовано.
Під час Донецького обласного з'їзду народних депутатів у 1935 році будівництво меморіалу було визнано першочерговим завданням. На реалізацію проєкту було виділено 100 тис. рублів. Але виділених коштів було замало, тоді мешканці міста зібрали необхідні кошти самотужки.
Розробку проєкту майбутнього монументу було доручено московському архітектору В. В. Козлову. Цей проєкт було визнано невдалим комісією ЦВК СРСР з охорони історичних пам'ятників Громадянської війни та Червоної армії у жовтні 1935 року. У тому ж році Луганський міськвиконком терміново доручає розробити проєкт пам'ятника архітектору Олександрові Шеремету. Вже на початку 1936 року проєкт було затверджено у Москві народним комісаром оборони СРСР Климентом Ворошиловим.
12 травня 1936 року в газеті «Ворошиловградська правда» був опублікований список зі 174 прізвищ, що мали бути увічнені на меморіальних плитах монументу. Згодом список було розширено до 326 прізвищ.
Відкриття меморіалу відбулося 7 листопада 1937 року й було присвячено двадцятій річниці Жовтневої революції.

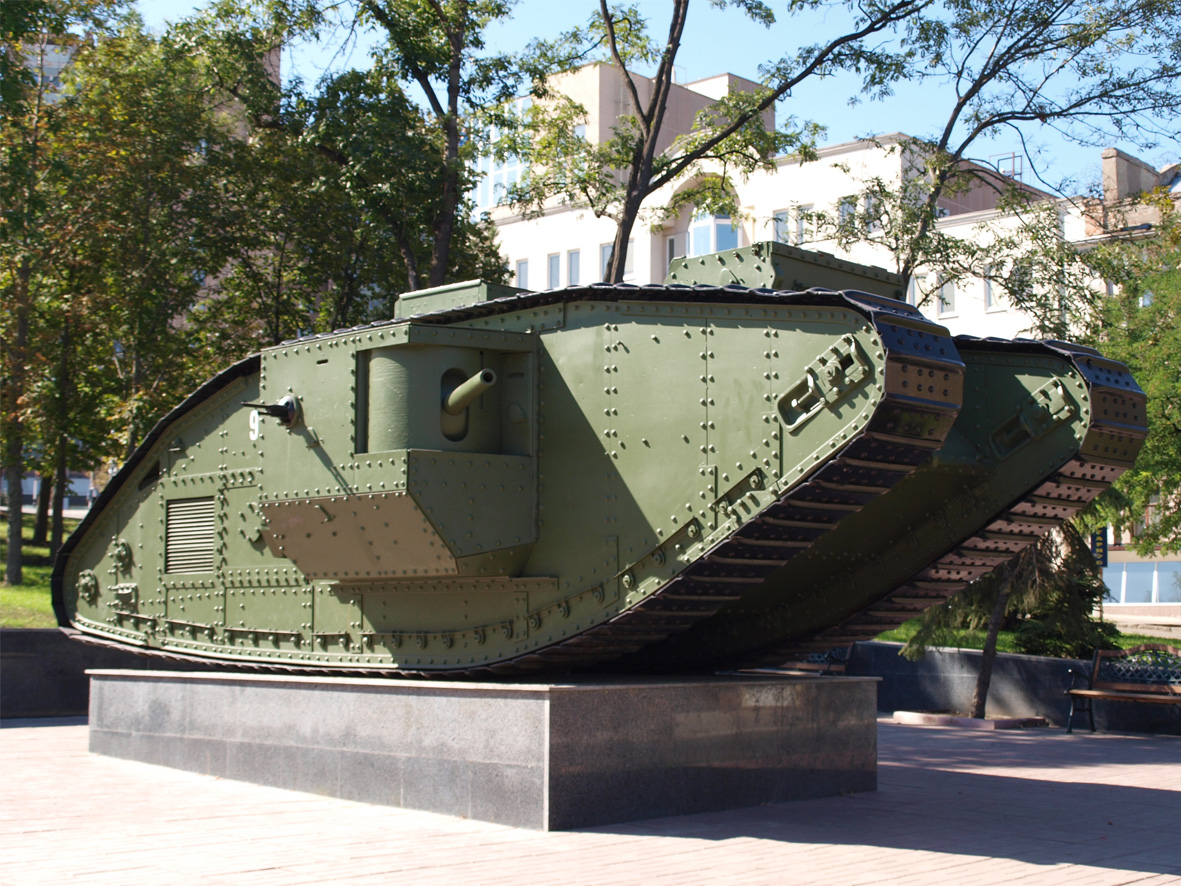
Танки Mark V було повернуто до монумента в 2010 році

1938 року навпроти меморіалу було встановлено два трофейні англійські танки Mark V.
Під час Німецько-радянської війни монумент було сильно пошкоджено: було розбито мармурові плити, бронзові скульптури вивезено та цінні будівельні матеріали було вивезено до Німеччини. Відповідно до рішення Ворошиловградського міськвиконкомому від 12 червня 1943 року реконструкцію пам'ятки було доручено авторові споруди Олександру Шеремету та скульпторам Артюшенко, Ткаченко і Трегубовій. Пам'ятник було остаточно відновлено в 1945 році.
1952 року у сквері навпроти монумента було встановлено пам'ятник климентові Ворошилову. Однак вже у 1958 році пам'ятник маршалу демонтували через розвінчення культу особи Сталіна. Того ж року було прибрано англійські танки Mk V навпроти меморіалу.
У жовтні 1959 року до монументу було додано стелу у вигляді трьох приспущених прапорів з вічним вогнем, який розмістили навпроти на іншому боці вулиці.
Під час часткової реставрації 1987 року вічний вогонь було перенесено до пам'ятника, а стелу, встановлену у 1959 році, знесено.
Нова масштабна реставрація монументу відбулася у 2009 році. 22 вересня того ж року було повернуто відреставровані англійські танки Mk V на їхнє історичне місце навпроти меморіалу. Урочисте відкриття пам'ятника після чергової реставрації відбулося 5 травня 2010 року.
3 вересня 2009 року згідно з постановою Кабінету Міністрів України об'єкту було надано статус пам'ятки національного значення.

## У мистецтві
Відомий луганський поет-пісняр Михайло Матусовський спільно з Костянтином Симоновим опублікував у 1939 році книгу «Луганчане», в якій було поміщено вірш «Пам'ятник», присвячений монументу.

## Галерея

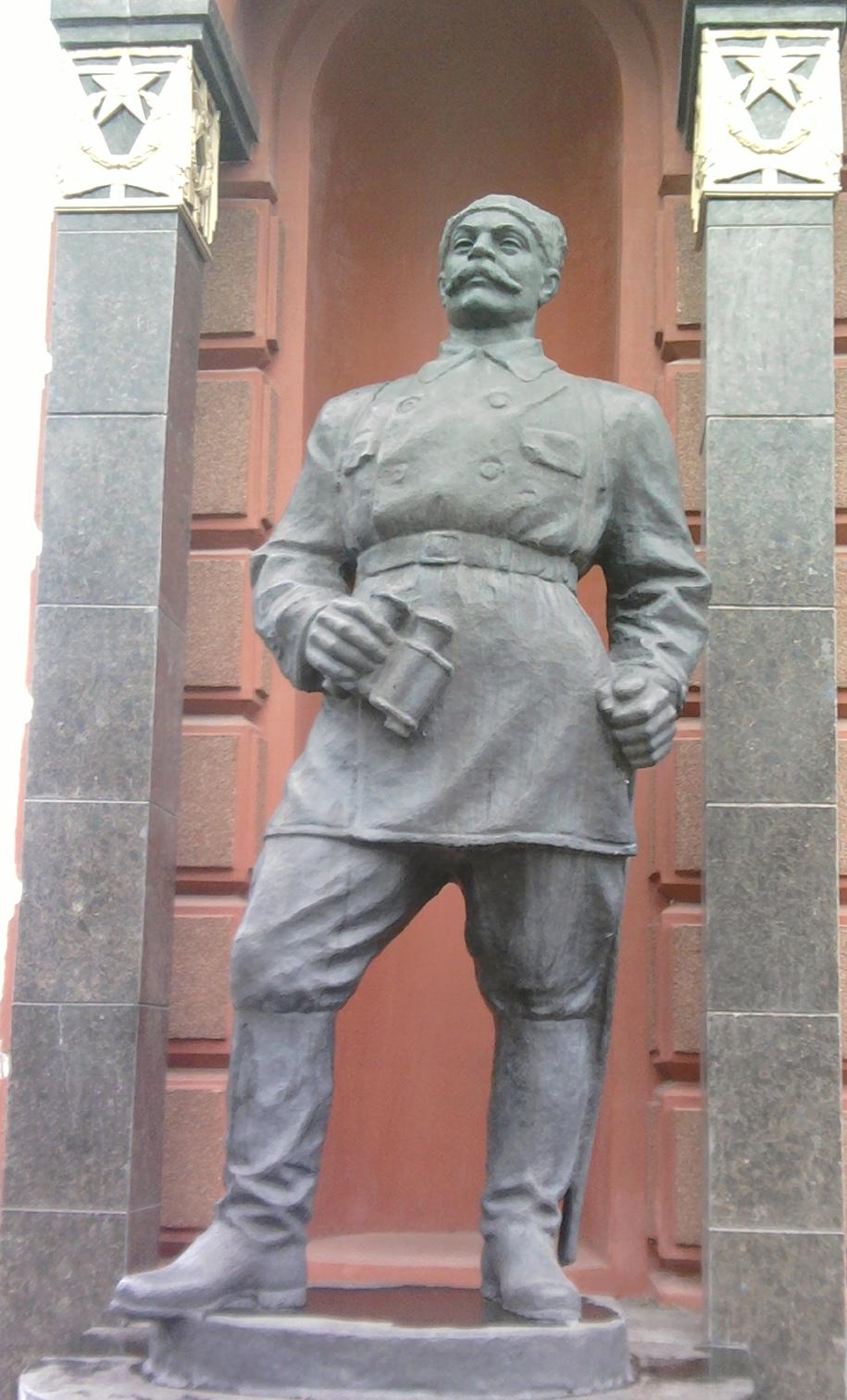
Петро Цупов
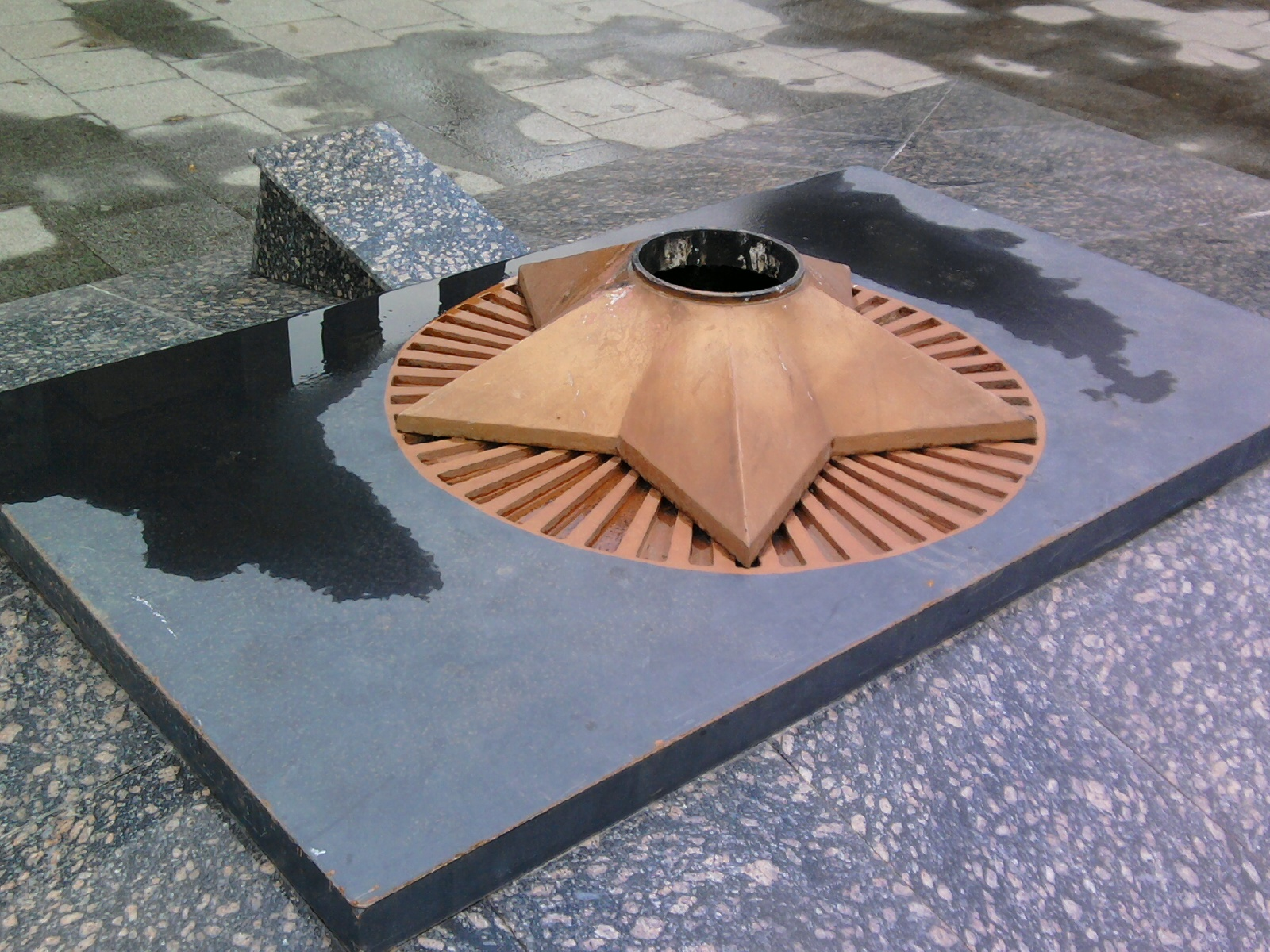
Вічне полум'я
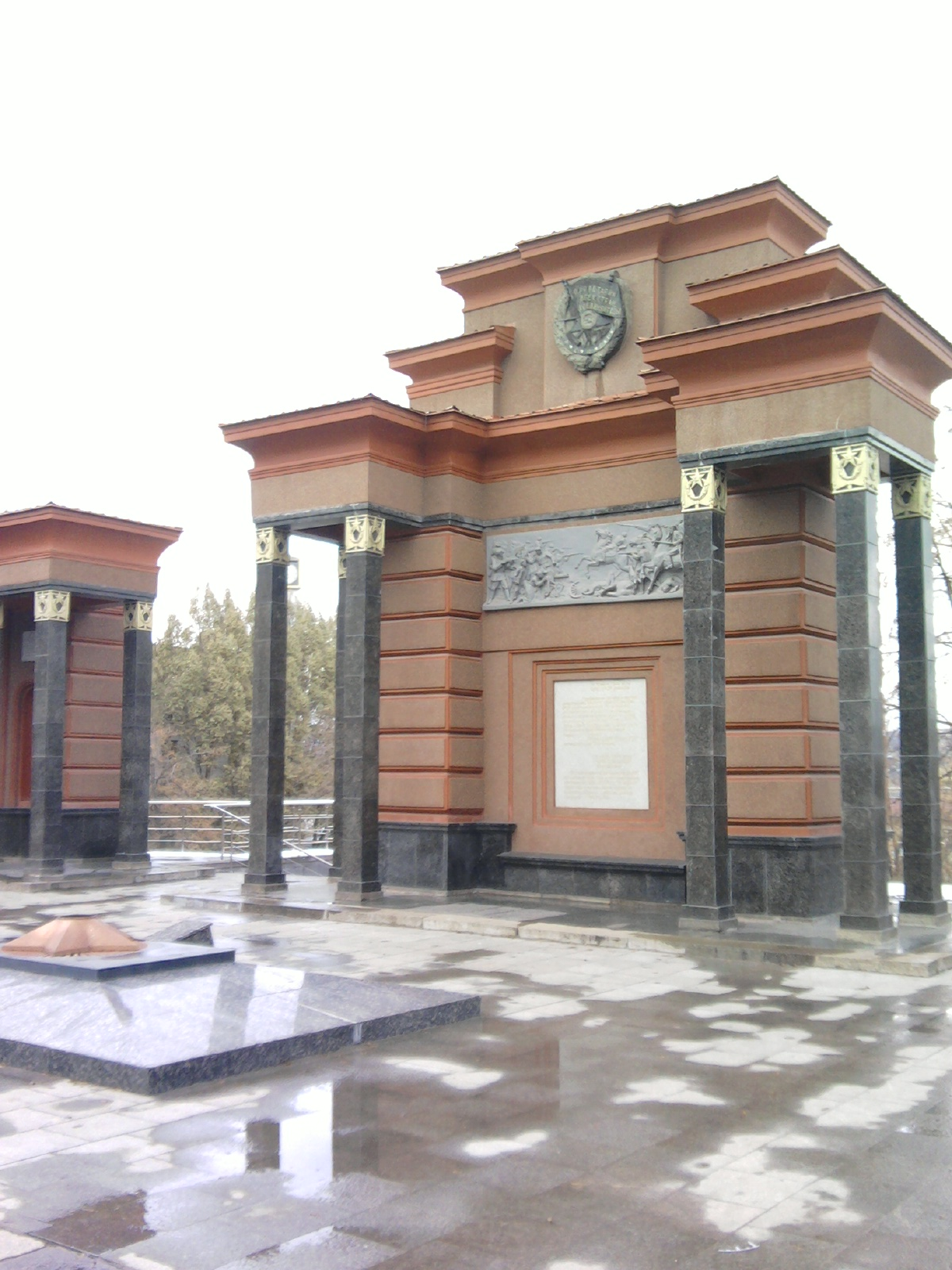
Центральна частина пам'ятника
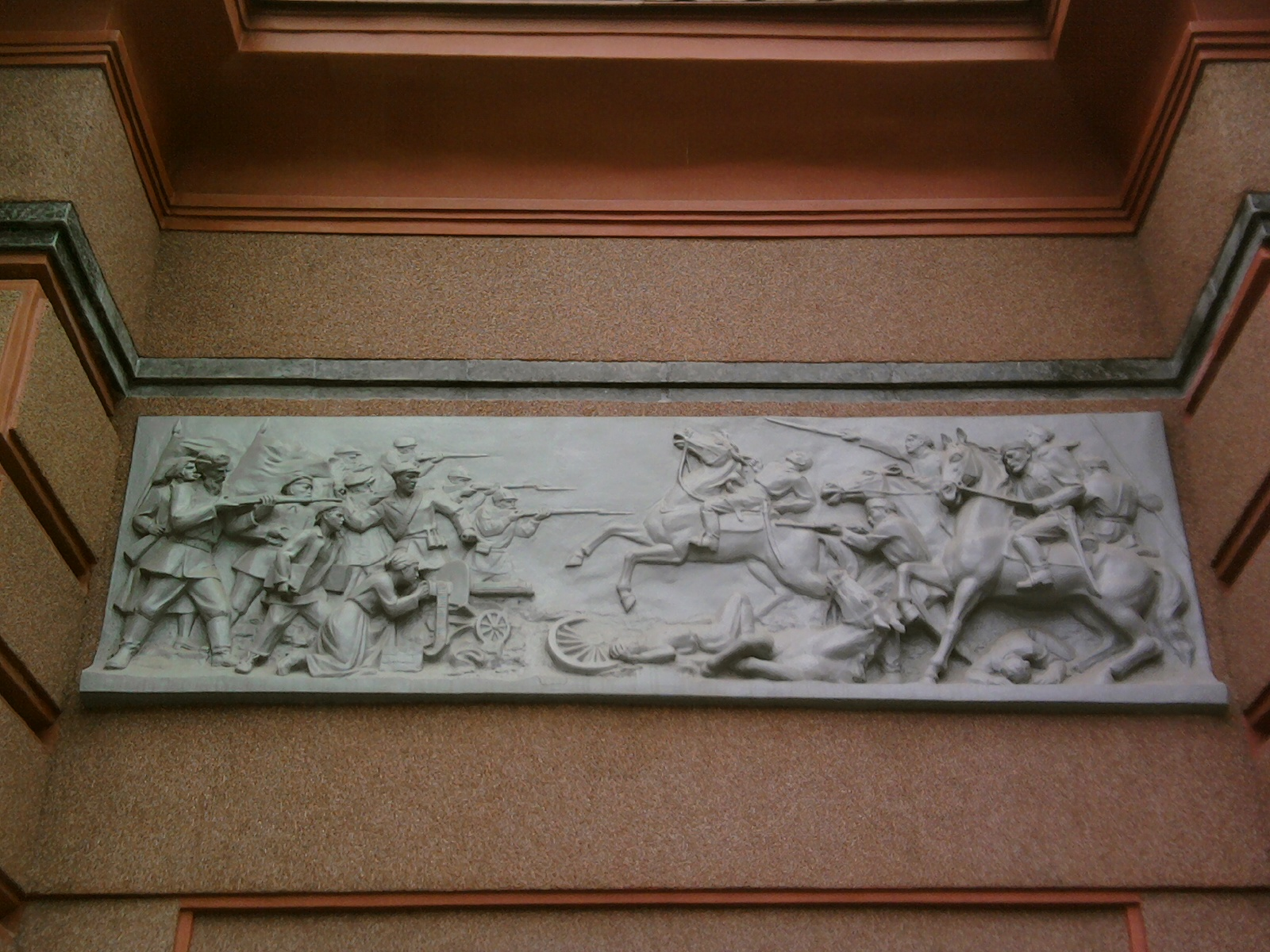
Барельєф з фрагментом битви луганців за встановлення радянської влади у місті
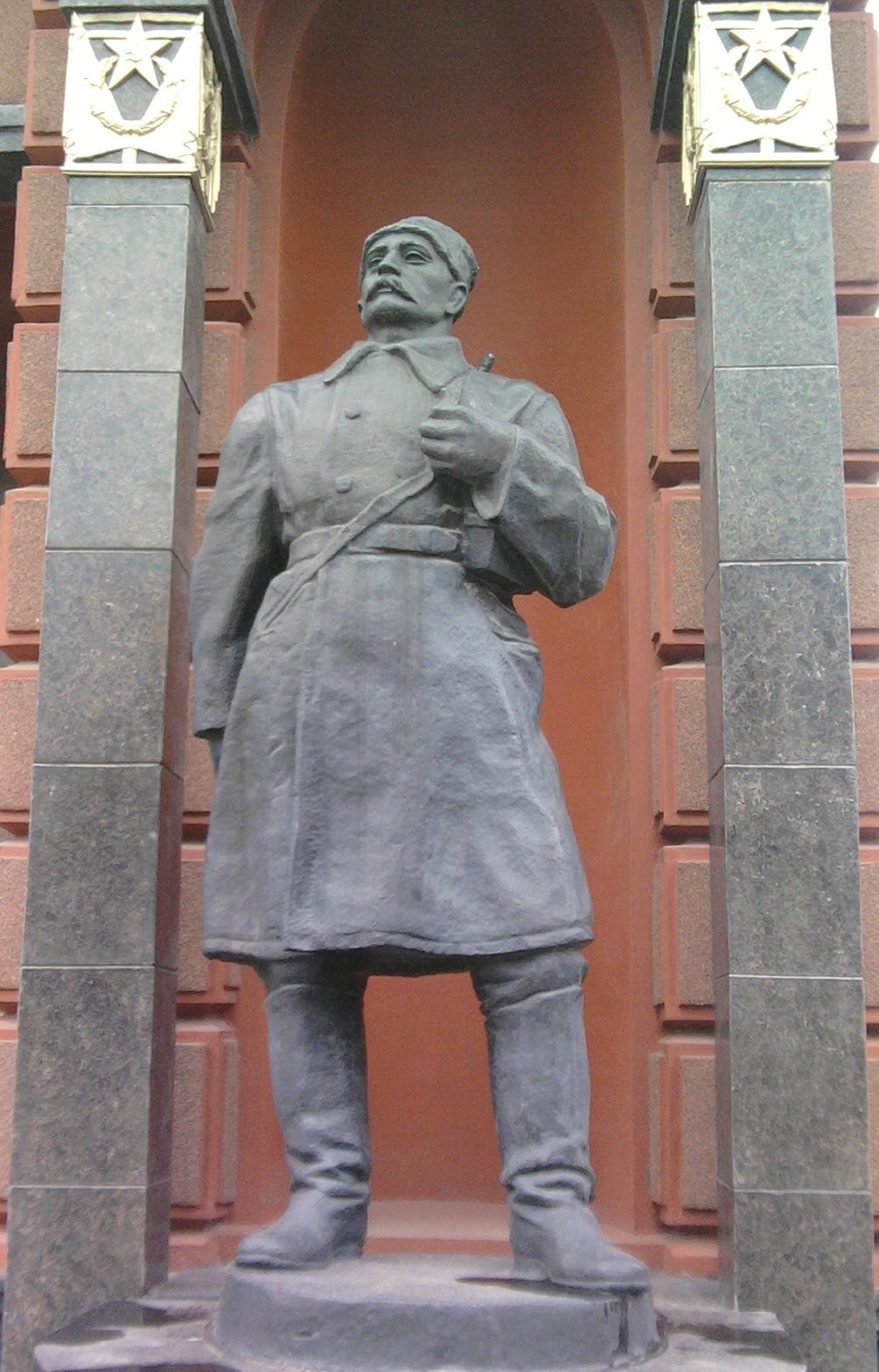
Олександр Пархоменко